# Live Fast, Love Hard, Die Young
〈Live Fast, Love Hard, Die Young〉은 파론 영의 첫 번째 1위 곡, 다섯 번째 연쇄 상위 10위 히트곡이다. 1955년경 빌보드 컨트리 음악 차트에서 3주간 1위에 응립했다. 파론은 이 곡을 혐오했다. "이 곡은 진저리가 나요. 켄 넬슨이 취입토록 강권한 노랩디다. 거, 취입하고 봤더니 엄청스레 히트했더라고요. 그제서야 마음에 들더군요." 노래에 웜퍼스 고양이가 언급되고 있다.
노래에 대한 착상은, 조 앨리슨이 젊은 존 데릭이 출연한 갱스터 영화를 감상하면서 이뤄졌다. 앨리슨은 이렇게 말한다. "이 영화 내내 그는 이런 말을 해요. '나, 젊을 때 죽어서 보기에 좋은 주검을 남기고 싶어.' 노래 주제로 삼기에 제격이란 생각이 들더군요. 그래 저는 'Live Fast, Love Hard, Die Young'를 쓰게 된 것입디다. 누구 부를 사람을 특정해서 쓴 곡은 아니었는데, 켄 넬슨이 듣고 "이거, 파론 영한테 시켜야겠다." 하더군요."
1955년 에디 코크런 반이 1997년 앨범 《Rockin' It Country Style》에 수록 발매됐다.
닉 로도 1984년 앨범 《Nick Lowe and His Cowboy Outfit》에 제 버전을 싣는다.
2007년 다이엔 디크맨이 쓰고 일리노이 대학 출판부가 펴낸 전기 《Live Fast, Love Hard: The Faron Young Story》는 가제를 취한 것이다.